# Lista avioanelor și elicopterelor militare din Statele Unite

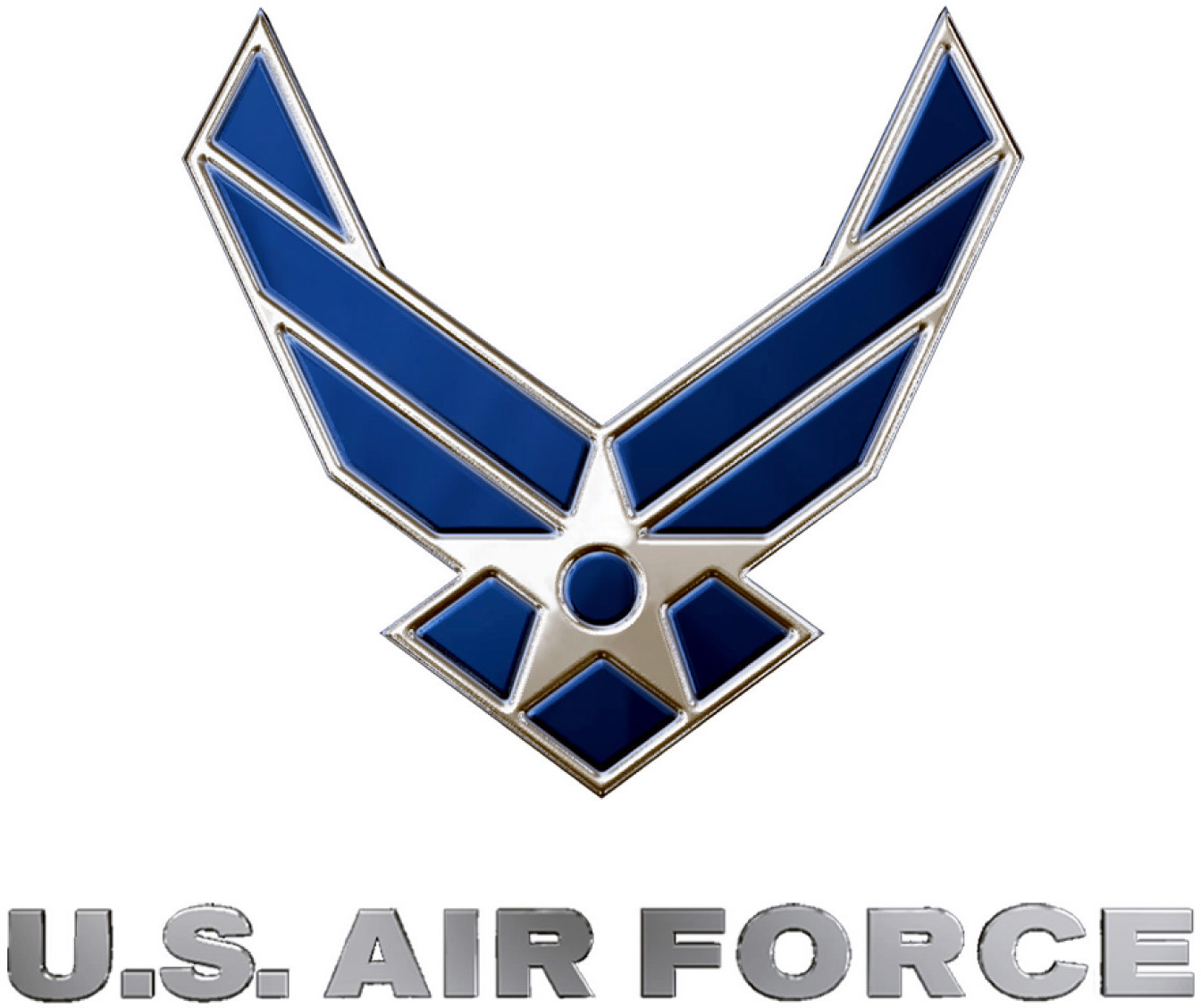

## Lista avioanelor militare din Statele Unite după fabricant

### Boeing
- Boeing F-18 Hornet/ Super Hornet
- Boeing B-1B LANCER
- Boeing B-2 SPIRIT
- Boeing E-3 SENTRY AWACS
- Boeing E-4B NAOC
- Boeing E-6 MERCURY
- Boeing E-8C JSTARS

### Lockheed
- F-16
- F-22 Raptor
- F-35 Lightning II
- F-117 Nighthawk
- Lockheed U-2
- F-16XL

### McDonnell Douglas
- F-15 Eagle
- F/A-18 Hornet

### Northrop
- Northrop Tacit Blue

### Lockheed Martin
- F-35 Lightning II
- C-130 Hercules

## Lista elicopterelor militare după fabricant

### Sikorsky
- MH-53 Pave Low
- CH-53 Sea Stallion
- UH-60 Black Hawk

### Bell
- AH-1 Cobra
- AH-1 SuperCobra

### Boeing
- Boeing AH-64 Apache
- Boeing RAH-66 Comanche
- CH-47 Chinook